# Locomotiva FS E.632
A Locomotiva FS E.632 ou Locomotiva FS E.633 são locomotivas elétricas de comando eletrônico que trafegam em ferrovias da Itália. 
A E-633 tem o apelido de Tigre, e lá na Itália; onde as estradas de ferro são altamente desenvolvidas, essa locomotiva pode executar o transporte de passageiros, com uma velocidade máxima de 160 km/h, e o transporte de carga com limite de 140 km/h.